# Endura (Band)
Endura (gelegentlich Endvra geschrieben) war eine 1993 als AbRAXAS gegründete Band, deren Musik dem Post-Industrial-Subgenre Dark Ambient zugerechnet wird.

## Geschichte
Stephen Pennick und Christopher Walton lernten einander 1993 kennen. Pennick kontaktierte Walton, der das Industrial-Fanzine Wisconsin Death Trip herausgab. Nachdem beide ein erstes Treffen arrangierten und diverse Gemeinsamkeiten feststellten, kamen erste Aufnahmen in Pennicks privatem Aufnahmestudio zustande. Nach der Veröffentlichung des ersten Albums Hexe, wechselten Pennick und Walton den Namen von AbRAXAS zu Endura, in Anlehnung an die Fasten-Prüfungszeit der Katharer. Nach Walton enthielt das rituelle Fasten schamanische, druidische und gnostische Elemente, auf welche die Gruppe mit dem Namen Bezug nehmen wollte.

„Der Zweck des Rituals war, die Person zu testen, sie abzuhärten und sie geistig und körperlich zu stärken, um sicherzustellen, dass sie bereit war, das Consolamentum, das Sakrament, das die Katharer im Priestertum initiierte, zu empfangen.“

Das Duo ging über die Jahre ihrer Aktivität keinen dauerhaften Vertrag mit einem Label als Verlagspartner ein und kooperierten mit unterschiedlichen Independent-Label, wie Red Stream, Aesthetic Death Records oder Elfenblut. Einige Alben der Gruppe wurden ausschließlich als Kassetten über entsprechende Tape-Label veröffentlicht. Nachdem das Privatleben beider Musiker zunehmend mehr Raum einnahm, stellte das Duo die gemeinsamen Aktivitäten 2001 ein, räumte jedoch die Möglichkeit einer Reanimation des Projektes ein. Pennick pflegt hinzukommend seit 1996 sporadisch das Nebenprojekt Ontario Blue. Walton trat indes als TenHornedBeast mit mehreren Veröffentlichungen in Erscheinung.

## Stil
Endura werden meist als Interpreten des Dark Ambient sowie des Ritual Industrial bezeichnet. Dabei legen Walton und Pennick Wert darauf sich nicht auf einen konkreten Stil zu begrenzen. Die Musik wird als Klangcollage über Sampler, Synthesizer und Sequenzer erzeugt. Das Duo arrangiert die Musik unter andauernder Verwendung von Kopfhörern als Klangcollage und empfiehlt eine entsprechende Nutzung für den Konsum der Musik. Rezensenten umschreiben die Veröffentlichungen Enduras als 
„langsame Kompositionen voller entferntem Lärm, Chören, Stimmen und gesprochenen Zaubern,“ sowie als „Soundtrack zu einem abgedrehten Kunstfilm[.]“
Einige der Klangcollagen bestünden aus Noise und Drone die gelegentlich von rezitierenden Stimmen durchbrochen würden. In anderen Stücke wechseln sich „[z]arte Flötenmelodien […] mit bedrohlich wirkendem Kreischen von metallischen Gegenständen [ab, oder] tiefe Didgeridoo-Klänge […] ergänzen sich mit Vogelgezwitscher und gesprochenen Wortfetzen der beiden Künstler.“

## Inhalt
Als lyrische und konzeptionelle Einflussfaktoren gibt Walton das Werk H. P. Lovecraft sowie Okkultismus und Mystik an, insbesondere Gnosis, Mithraismus und Magick finden sich in der Musik und den Texten Enduras. Walton gelangte über die Beschäftigung mit Aleister Crowley und Thelema zu der von ihm als gnostisch umschriebenen Auffassung, dass die finale Aufgabe der Beschäftigung mit Magick eine bewusste Lebensführung darstellt. Entsprechend nehmen die Texte Enduras häufig Bezug zu Thelema und Mithraismus, beziehen sich jedoch ebenso auf die eigenen Ansichten Waltons hinsichtlich einer bewussten Lebensführung.
In einem ähnlichen Kontext stellt das Duo die Beschäftigung mit H. P. Lovecraft, dessen Werk Walton als „subjektive Wirklichkeit im psycho-magickalen Mikrokosmos der Magick betracht.“ So sieht Walton Lovecrafts Werk auf einer Grenze zwischen „Realität und Surrealität auf welcher sich Entitäten des inneren und des äußeren Raumes in einer Art und Weise manifestieren, die für unseren weltlichen Geist verständlich wird.“ Dabei honoriert er ebenso Lovecrafts Fähigkeiten hinsichtlich einer anhaltenden Schaffung und „Beschwörung einer seltsamen Atmosphäre.“

## Diskografie
- 1994: Hexe (MC-Album, als Abraxas veröffentlicht, Enlightenment Communications)
- 1994: Dreams Of Dark Waters (Album, Nature & Art)
- 1995: Dark Projections From An Ancient Nature (MC-Album, Psychotic Reactions)
- 1996: The Dark Is Light Enough (Album, Allegoria)
- 1996: Liber Leviathan (Album, Aesthetic Death Records)
- 1996: Black Eden (Album, Red Stream)
- 1996: Ard Inn Ar (MC-Kompilation, Old Europa Café)
- 1997: Great God Pan (Album, Elfenblut)
- 1998: The Watcher (Album, Red Stream)
- 1998: Biomechanical Soul Journey (Single, Power & Steel)
- 1999: Elder Signs (Kompilation, Red Stream)
- 2001: Great Pan Is Dead (Single, Alu Recordings)